# Chiesa di San Silvestro Papa (Piegaro)
La chiesa di San Silvestro Papa è la parrocchiale di Piegaro, in provincia di Perugia e arcidiocesi di Perugia-Città della Pieve; fa parte della zona pastorale Valle del Nestore.

## Storia
La primitiva chiesa piegarese sorse nell'Alto Medioevo, sebbene sia sconosciuto l'anno esatto.
Questa chiesa, retta dai monaci camaldolesi del monastero di San Giovanni dell'Eremo di Monte Erile, godeva il titolo di pieve, era dotata del fonte battesimale e alle sue dipendenze erano poste tutte le cappelle della zona. Tuttavia, la prima citazione che ne certifica l'esistenza risale al 1275 ed è contenuta in un documento nel quale si menziona l'Ecclesia sancti Silvestri de Plagario; ulteriori attestazioni si ritrovano nell'estimo del 1444 e nei catasti del 1474 e del 1489.

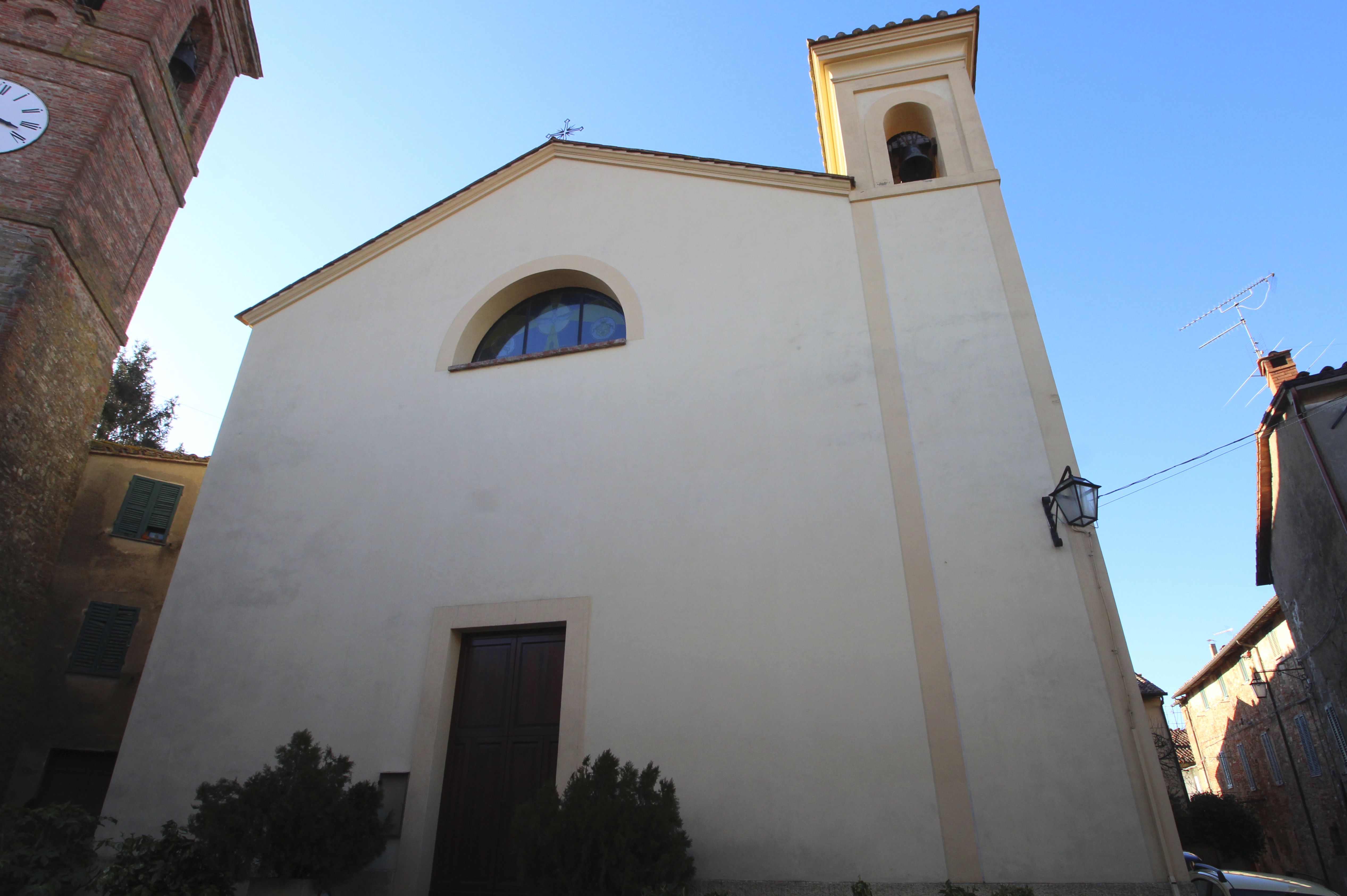
La facciata vista da un'altra inquadratura

Nel 1471, con decreto di papa Sisto IV, la pieve passò sotto il diretto controllo degli abati commendatari; la consacrazione della stessa venne celebrata nel secolo successivo, nel 1599.
Dalla relazione della visita pastorale del 1777 del vescovo Tommaso Mancini si apprende che il tetto era sorretto da capriate, che erano presenti il pulpito, il coro e otto altari, ovvero quello maggiore e i laterali delle Sacre Reliquie, della Madonna del Rosario, di Santa Lucia, del Santissimo Crocifisso, di Sant'Antonio da Padova e della Madonna del Buon Consiglio.
Nel 1864 la chiesa fu interessata da un intervento di rifacimento che portò alla ricostruzione della volta, alla realizzazione delle decorazioni delle pareti e all'eliminazione di alcuni altari. Successivamente, nel XX secolo furono condotte alcune altre risistemazioni.

## Descrizione

### Esterno
La facciata della chiesa, che volge a sud-est, è a capanna e ricoperta da intonaco; centralmente presenta il portale d'ingresso architravato e, sopra di esso, una finestra semicircolare.
Annesso alla chiesa è il campanile, abbellito da lesene angolari che raggiungono la cella, caratterizzata da una monofora per lato.

### Interno
L'interno dell'edificio si compone di un'unica navata suddivisa in tre campate da colonne binate sorreggenti dei grandi archi a tutto sesto; al termine dell'aula si sviluppa il presbiterio, chiuso dall'abside di forma semicircolare abbellita da colonne corinzie sopra le quali corre la trabeazione.
Qui sono conservate diverse opere di pregio, tra cui la rappresentazione della Vergine con il Bambino tra i Santi Sebastiano e Rocco, risalente al Cinquecento, il quadro ritraente l'Imperatore Costantino genuflesso davanti a papa Silvestro, attorniato dai dipinti raffiguranti i Quattro Evangelisti, e il miracoloso crocifisso in legno intagliato nel XVII secolo.